# Aurora Watching: Gorky Zero
Aurora Watching: Gorky Zero (также Soldier Elite, в Польше выходила под названием Gorky 02) — компьютерная игра в жанре шутера, разработанная польской компанией Metropolis Software и выпущенная Enlight Software для Microsoft Windows в 2005 году. Является сиквелом к игре «Горький Зеро: Фабрика рабов».
В России игра была выпущена компанией Руссобит-М 17 июня 2005 года под названием «Горький Зеро 2: В лучах Авроры».

## Игровой процесс
Игра представляет собой шутер от третьего лица с элементами стелс-экшена. В арсенале персонажа есть пять видов оружия: нож, пистолет, пистолет-пулемёт, дробовик и снайперская винтовка; а также специальный инвентарь — сигнальное устройство, газовые ловушки и другие предметы.

## Сюжет
После уничтожения фабрики рабов, Яцеку Парецки удалось скрыться от преследования американских спецслужб. В Арктике затонула российская подводная лодка «Комсомолец-2», а объектив спутника ненароком сфотографировал научную базу, расположенную недалеко от места катастрофы. Как выяснилось позже, комплексом руководит Яцек Парецки, вовсю продолжающий работу над своей секретной разработкой — уникальным боевым киборгом. Николай Селиванов получает задание уничтожить этот объект во что бы то ни стало.

## Рецензии
Российский портал игр Absolute Games поставил игре 55 %. Обозреватель отметил однообразие игровых уровней и монотонность игрового процесса. Вердикт: «Печальное зрелище. „Горький Зеро 2“ похожа на обыкновенный аддон, рассчитанный исключительно на тех, кому понравилась первая часть приключений Николая Селиванова».